# You're Welcome
«You're Welcome» es una canción escrita por Brian Wilson para la banda de rock estadounidense The Beach Boys. Fue editado el 24 de julio de 1967 como lado B del sencillo de «Heroes and Villains». Años más tarde se editó como bonus track en las reediciones de Smiley Smile/Wild Honey (1990) y The Smile Sessions (2011).

## Composición
El escritor Bill Tobelman argumenta que la inspiración para "You're Welcome" puede deberse al intento de Brian Wilson en convertir a su compañero y amigo de banda Al Jardine, en un consumidor de LSD mientras daban un paseo en coche, mientras Wilson conducía dando varias vueltas hasta que finalmente dejó ir a Jardine.
La canción es en esencia es un canto a cappella, con la frase repetitiva de «Well / you’re well / you're welcome to come». A mediados de 1967, Mike Love dijo sobre la pieza: «[Es] increíble. El título es 'You're Welcome'. No hay otras letras. No sé cómo lo hizo Brian, pero no hay acompañamiento. [Sic] 'Heroes y Villains' va a ser lanzado como el primer sencillo de nuestra nueva disquera, Brother Records … Ahora lo estamos terminando [el álbum]».
Su «extraordinario fundido largo de entrada» da la impresión de un ausente desarrollo similar a «Whistle In», escribe Daniel Harrison.

## Grabación
«You’re Welcome» fue grabado el 15 de diciembre de 1966 en CBS Columbia Square. Otras canciones trabajadas durante esa fecha fueron «Cabinessence», «Wonderful» y «Surf’s Up». Algunas partes de la sesión fueron filmadas por David Oppenheim.

## Créditos
The Beach Boys
- Al Jardine – voz
- Mike Love – voz
- Brian Wilson – voz
- Carl Wilson – voz

Otros
- desconocido – percusión, glockenspiel, bongós